# Ричард Б. Райт
Ричард Б. Райт (на английски: Richard B. Wright) е канадски писател на произведения в жанра социална драма, исторически роман, детска литература и мемоари.

## Биография и творчество
Ричард Брус Райт е роден на 4 март 1937 г. в Мидланд, Онтарио, Канада, в семейството на Лаверн Райт и Лора Томас. След гимназията следва радио и телевизионни изкуства в Политехническия институт „Райърсън“ (сега университет на Торонто), който завършва през 1959 г. След дипломирането си работи за кратко като копирайтър в местни вестници и радиостанции, след което през 1960 г. става помощник редактор за издателство „Макмилън Канада“. Докато работи в издателството, през 1965 г. е издадена първата му книга, новелата за деца „Андрю Толивър“.
На 2 септември 1966 г. се жени за Филис Котън. Имат двама сина – Кристофър Стивън и Ричард Андрю.
Първият му роман „Човекът от уикенда“ е издаден през 1970 г. Той е история за 30-годишен продавач на учебници, който се бори с емоционални, морални и икономически проблеми. Романът е приет добре от критиката.
Същата година той продължава следването си и през 1972 г. получава бакалавърска степен по английска филология от университета Трент. През 1976 г. е назначен в Ридли Колидж, частно училище в Сейнт Катаринс, където преподава английска литература до пенсионирането си през 2001 г.
През 2001 г. е издаден романът му „Клара Калан“. Той е силна и трогателна история за две сестри, едната самотна учителка в провинциален Онтарио, другата звезда от сапунена опера в Ню Йорк, и техните променящи живота им преживявания по време на Голямата депресия и в навечерието на Втората световна война. В крайна сметка и двете откриват не само радостта от любовта и възможностите, но и по-тъмната страна на живота – насилие, измама и загуба. Романът печели три от големите литературни награди на Канада: наградата „Гилър“, наградата „Трилиум“ и наградата на генерал-губернатора.
През 2004 г. е издаден романът му „Изневяра“. Главният герой, Дан Фийлдинг, е мъж на средна възраст, изпълнителен директор на издателство, който на пръв поглед има всичко в живота: привлекателна съпруга, чаровна и талантлива дъщеря и луксозен дом в скъп квартал. Но след седемнайсетгодишен брак изневерява на жена си с младата и красива колежка Денис Кроудър. С нея прави кратко пътуване в английската провинция, където тя изчезва, а той е принуден да извика полиция, която открива, че е изнасилена и убита.
Произведенията му занимават с живота на обикновените хора, с дълбок баланс на дълбочина и чувствителност. Те често изследват живота в градска Канада и кризите на личната идентичност в съвременните градове.
През 2006 г. получава почетна докторска степен по литература от Университет Трент, а през 2007 г. е удостоен с Ордена на Канада.
Ричард Б. Райт умира на 7 февруари 2017 г. в Сейнт Катаринс, Онтарио.

## Произведения

### Самостоятелни романи
- Andrew Tolliver (1965) – издаден през 1984 г. като One John A. Too Many[2]
- The Weekend Man (1970)[1][3]
- In the Middle of a Life (1973) – литературна награда на Торонто, награда „Фабер“
- Farthing's Fortunes (1976)
- Final Things (1980)
- The Teacher's Daughter (1982)
- Tourists (1984)
- Sunset Manor (1990)
- The Age of Longing (1995)
- Clara Callan (2001) – награда на генерал-губернатора, награда „Гилър“, награда „Трилиум“
Клара Калан, изд.: ИК „Персей“, София (2006), прев. Стамен Стойчев
- Adultery (2004)
Изневяра, изд.: ИК „Персей“, София (2008), прев. Емил Минчев
- October (2007)
- Mr. Shakespeare's Bastard (2010)
- Nightfall (2016)

### Документалистика
- A Life with Words (2015) – мемоари[1][2]